# ATP Challenger Buenos Aires-2
Das ATP Challenger Buenos Aires-2 (offizieller Name: Racket Club Open) war ein Tennisturnier in Buenos Aires, das 2016 und 2017 ausgetragen wurde. Es war Teil der ATP Challenger Tour und wurde im Freien auf Sand ausgetragen. Máximo González war mit zwei Titeln im Doppel Rekordsieger des Turniers.

## Liste der Sieger

### Einzel
| Jahr | Sieger         | Finalgegner     | Ergebnis      |
| ---- | -------------- | --------------- | ------------- |
| 2017 | Taro Daniel    | Leonardo Mayer  | 5:7, 6:3, 6:4 |
| 2016 | Facundo Bagnis | Arthur De Greef | 6:3, 6:2      |

### Doppel
| Jahr | Sieger                             | Finalgegner                     | Ergebnis          |
| ---- | ---------------------------------- | ------------------------------- | ----------------- |
| 2017 | Máximo González (2) Andrés Molteni | Guido Andreozzi Guillermo Durán | 6:1, 6:76, [10:5] |
| 2016 | Facundo Bagnis Máximo González (1) | Sergio Galdós Christian Lindell | 6:1, 6:2          |